# Jerzyk widłosterny
Jerzyk widłosterny (Apus caffer) – gatunek małego ptaka z rodziny jerzykowatych (Apodidae). Występuje na Półwyspie Iberyjskim i w Afryce. Nie jest zagrożony.

## Systematyka
Gatunek ten opisał w 1823 roku Martin Lichtenstein pod nazwą Cypselus Caffer. Jako miejsce typowe podał „Terra Caffr. et Nubia”, co później uściślono do wschodniej części Kraju Przylądkowego (RPA). Obecnie nie wyróżnia się podgatunków. Opisano podgatunki ansorgei i streubelii, ale nie są one uznawane.

## Morfologia
Długość ciała 14–15,5 cm. Rozpiętość skrzydeł 33–37 cm. Długość skrzydeł wynosi 147–154 mm, zaś ogona 83–85 mm. Między zewnętrzną a środkową parą sterówek różnica wynosi około 3,6 cm; ogon wcięty. Dziób mierzy około 6,35 mm. Tęczówki i dziób czarne. Nogi szare. Bardzo ciemny z wąską białą plamą na kuprze.

## Zasięg występowania
W Europie gniazduje w Portugalii oraz dwóch miejscach w Hiszpanii. Przeważająca część zasięgu znajduje się na południe od Sahary, gdzie znajdują się tereny całorocznego występowania. W Botswanie, Namibii, RPA oraz w środkowym Maroku jedynie gniazduje. Całkowity obszar zajmowany (AOO) szacowany jest na 12,4 mln km².

## Pożywienie
Żywi się owadami łapanymi w locie – muchówkami (Diptera), chrząszczami (Coleoptera), pluskwiakami (Hemiptera) oraz osami. Prócz tego zjada pająki.

## Lęgi
Zazwyczaj nie buduje gniazda, lecz wykorzystuje gotowe gniazda jaskółek lub innych jerzyków. W lęgu 1–5 jaj o wymiarach 25×16 mm. Inkubacja trwa 21–25 dni, wysiadują oba ptaki z pary. Tydzień po wykluciu się piskląt samica składa kolejne jaja. Młode opuszczają gniazdo po 35–53 dniach.

## Status
W Czerwonej księdze gatunków zagrożonych IUCN jerzyk widłosterny jest klasyfikowany jako gatunek najmniejszej troski (LC – Least Concern). Liczebność światowej populacji nie została oszacowana. BirdLife International ocenia jej trend jako wzrostowy ze względu na budowę mostów, które gatunek ten wykorzystuje do gniazdowania. Populacja europejska, według szacunków BirdLife International z 2015 roku, liczy 110–200 par, a jej trend nie jest znany.